# Srpen 2010
1. srpna – neděle
- U Mezinárodní vesmírné stanice se porouchal chladicí systém. Na nápravě se pracuje, posádka není nijak ohrožena.[1]

2. srpna – pondělí
- Ústav pro studium totalitních režimů nedopatřením zveřejnil na internetu mezi jmény bývalých komunistických špiónů i jména současných agentů české tajné služby. Bezpečnostní ředitel vojenského zpravodajství tuto skutečnost popřel.[2][3]

3. srpna – úterý
- V Rožné začala výstavba zásobníku zemního plynu, který bude po dokončení v letech 2017–2018 největší svého druhu v celé Evropě.[4]

5. srpna – čtvrtek
- Rusko vydalo zákaz vývozu svého obilí od 15. srpna do 31. prosince tohoto roku. Důvodem jsou rozsáhlé požáry a sucha, která zničila velkou část úrody. Ceny pšenice na světových trzích reagovaly rychlým vzrůstem.[5]
- Ve třetím předkole fotbalové Evropské ligy vypadly naráz tři české kluby: Baník Ostrava, Baumit Jablonec a Viktoria Plzeň.[6]

6. srpna – pátek
- Informatik indického původu Vinay Deolalikar publikoval vědecký článek, ve kterém prezentuje řešení jednoho z problémů tisíciletí P versus NP.[7]

7. srpna – sobota
- Při povodních na Liberecku utonulo pět lidí. Vodní nádrže Fojtka a Mlýnice jsou v krizovém stavu.[8]

8. srpna – neděle
- Ruský finalista v saunování Vladimir Ladyženskij zemřel na šampinonátu ve finské Heinole.[9]

9. srpna – pondělí
- Po nočních sesuvech půdy v čínské provincii Kan-su se pohřešuje více než 2000 lidí.[10]

10. srpna – úterý
- Vláda Petra Nečase složená ze stran TOP 09, VV a ODS získala po téměř osmihodinovém jednání důvěru, podpořilo ji 118 poslanců z 200. Na rozpravě řečnilo téměř 30 poslanců (např. David Rath, Jiří Paroubek, Miroslav Grebeníček atd.) — všichni byli z poslaneckých klubů opoziční ČSSD a KSČM.[11]
- Po těžké nemoci zemřel čtyřnásobný mistr světa v cyklokrosu Radomír Šimůnek.[12]

11. srpna – středa
- Po 75 letech padl rekord Alexeje Stachanova v rubání uhlí. Nový rekord činí 170 tun uhlí za směnu.[13]

12. srpna – čtvrtek
- Ředitelem Ústavu pro studium totalitních režimů byl vybrán Daniel Herman, bývalý římskokatolický kněz a mluvčí České biskupské konference.[14]

13. srpna – pátek
- V Bruselu zemřel člověk nakažený bakterií nesoucí gen NDM-1, který má původ v Indii. Zatím proti ní neúčinkují žádná antibiotika.[15]

14. srpna – sobota
- Při závodu terénních vozidel v Kalifornii vjel jeden z řidičů mezi diváky, zabil 8 lidí a k tomu 12 dalších zranil.[16]

15. srpna – neděle
- Žokej Filip Minařík dosáhl na dostizích v Kolíně nad Rýnem svého tisícího vítězství. Je prvním Čechem, kterému se to podařilo.[17]
- Kvůli anonymnímu telefonátu byla nucena francouzská policie evakuovat 30 tisíc lidí z Lurd. Policisté žádnou ze čtyř oznámených bomb nenalezli, proto krátce nato obnovili přístup.[18]

16. srpna – pondělí
- Ze Ženevy dnes odstartoval první závod elektromobilů kolem světa. Trasa dlouhá 30 tisíc kilometrů vede přes země v Evropě, Asii a v Severní Americe.[19]
- Ve věku 66 let zemřel Peter Toperczer, český vysokoškolský pedagog a klavírista slovenského původu, bývalý rektor pražské AMU.[20]

17. srpna – úterý
- Ve věku 90 let zemřel český básník, prozaik a překladatel Ludvík Kundera, bratranec spisovatele Milana Kundery.[21]

19. srpna – čtvrtek
- Povodně v Pákistánu zasáhly 20 milionů lidí, kteří jsou závislí na potravinové pomoci. Kolem 4 milionů lidí přišlo o své domovy. Hrozí propuknutí epidemie cholery.[22]
- Poslední bojová brigáda americké armády se stáhla z Iráku.[23]
- Barbora Špotáková druhým místem v Curychu získala celkové vítězství v prvním ročníku Diamantové ligy ve své disciplíně hodu oštěpem.[24]

20. srpna – pátek
- Průhonický park byl zapsán na seznam památek UNESCO jako dvanáctá památka v Česku.[25]
- Úřad pro civilní letectví uvedl do provozu jedno z nejstarších letišť v Česku, letiště Cheb.[26]

21. srpna – sobota
- Rozsáhlé požáry sužují bolivijské pralesy. Tamní vláda vyhlásila nouzový stav.[27]

22. srpna – neděle
- Nedaleko města Búšehr byla spuštěna první jaderná elektrárna v Íránu.[28]
- Keňan David Lekuta Rudisha vylepšil v Berlíně 13 let starý světový rekord v běhu na 800 metrů časem 1:41,09 minuty.[29]
- Ve věku 71 let zemřel český fyzik prof. Ing. Jiří Niederle, DrSc.[30]

24. srpna – úterý
- Ve věku 63 let zemřel Antonín Baudyš, český astrolog a bývalý ministr obrany.[31]
- Ve věku 69 let zemřel František Jákl, bývalý dlouholetý reprezentant v judu a trenér reprezentace.[32]

25. srpna – středa
- česká edice Wikislovníku dosáhla hranice 15 tisíc slovníkových hesel.[33]

26. srpna – čtvrtek
- Soud v Johannesburgu rozhodl o ochraně českého uprchlého podnikatele Radovana Krejčíře. Znemožnil tak jeho deportaci a zadržení.[34]

27. srpna – pátek
- Tým vědců z Liverpoolu publikoval rozbor genomu pšenice. Tento objev může podstatně zvýšit celosvětovou sklizeň obilí.[35]

29. srpna – neděle
- Sopka Sinabung v Sumatře po čtyřech stech letech nečinnosti začala chrlit lávu a popel. Kvůli sopečné erupci opustilo své domovy asi 18 tisíc lidí.[36]

30. srpna – pondělí
- Muž ozbrojený útočnou puškou vzor 58 v Bratislavě zastřelil 7 lidí, 15 jich zranil a poté spáchal sebevraždu.[37][38][39]
- Ve věku 67 let zemřel v Paříži francouzský režisér Alain Corneau na rakovinu.[40][41]

31. srpna – úterý
- Dva dny před obnovením mírových rozhovorů mezi Izraelem a Palestinskou samosprávou byli zastřeleni čtyři Izraelci z osady Bejt Chagaj při cestě autem po Západním břehu Jordánu. K teroristickému útoku se přihlásilo hnutí Hamás.[42][43]
- Jihoafrická vláda kývla na zvýšení platů státních zaměstnanců po jejich dva týdny trvající stávce.[44]
- Ve věku 50 let podlehl rakovině slinivky francouzský cyklista a dvojnásobný vítěz Tour de France Laurent Fignon.[45]